# Gryne orensis
Gryne orensis is een hooiwagen uit de familie Cosmetidae.